# ハビエラ・メナ

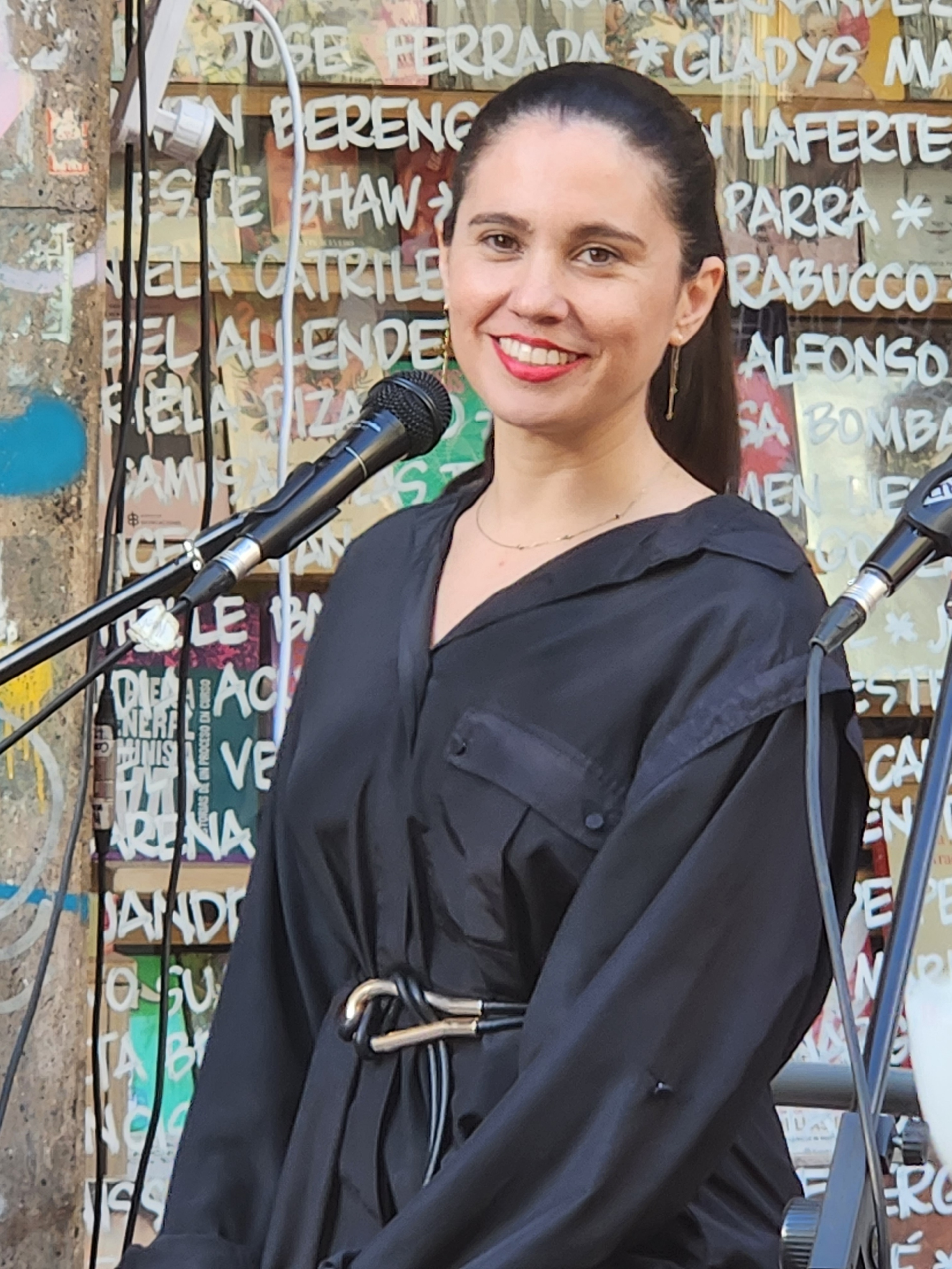
2023年

ハビエラ・アレハンドラ・メナ・カラスコ（Javiera Alejandra Mena Carrasco、1983年6月3日 -）は、チリ・サンティアゴ出身の女性シンガーソングライター。

## 来歴
- 2001年 - 大学や小さいフェスティバルやライブハウスを中心に音楽活動を開始。
- 2002年、音楽学校・Projazzに入学し、作曲・編曲の勉強を始めた。
- 2003年、友人フランシスカ・ビジェーラと共に音楽ドゥオ・Televisaとして活動開始。後にPrissaに改名した。
- 2005年、楽曲「Sol de invierno」がインディーズコンピレーション「Panorama Neutral」に収録され、「Cámara Lenta」が映画『Se Arrienda』の挿入歌に起用された。
- 2006年 - 1stアルバム「Esquemas Juveniles」を発売。チリ、アルゼンチン、日本でインディーズレーベルで発売。同年、上記との音楽ドゥオの活動を休止、ソロアーティストとしてチリのジャーナリストからのApes大賞で「ブレイクスルー・アーティスト賞」を受賞。
- 2007年、メキシコのフェス、Vive Latinoに初出演。
- 2009年、キングス・オブ・コンビニエンスのスペイン・ポルトガルでツアーでオープニングアクトとして参加。
- 2010年、2ndアルバム「Mena」を発売。
- 2011年、チリのLollapaloozaに出演し、北米、ヨーロッパへのツアーを成功させる。
- 2012年、ホルヘ・ゴンサレスの曲「Amiga」をカバーし、映画『Joven y Alocada』の主題歌に起用。
- 2013年、3rdアルバムを作るためのクラウドファンディング計画を開始。同年9月にデビュー前の曲集「Primeras Composiciones 2000-2003」をデジタルダウンロードで発売。
- 2014年、アルバム「Otra Era」をリリース。アルバムのタイトル曲「Otra Era」は2015年のラテングラミー賞「最優秀オルタナティブ楽曲」賞にノミネートされる。
- 2017年、ソニーミュージックと契約。同年秋に初のアジアツアーを敢行、[1]福岡県と東京都で初の来日公演が実現。
- 2018年5月、4作目のオリジナルアルバム「Espejo」をリリース。
- レズビアンである事をオープンにしており[2]2017年にはスペイン マドリードで開催されたLGBTの祭典「World Pride 2017」テーマソングに他のアーティストと共に参加するなど[3]LGBTQコミュニティと関わりがある。

## ディスコグラフィ

### アルバム

#### スタジオ・アルバム
| 枚  | タイトル           | アルバム詳細                                                                                  |
| --- | ------------------ | --------------------------------------------------------------------------------------------- |
| 1st | Esquemas Juveniles | - 発売日: 2006年10月5日 - レーベル: Quemasucabeza - 販売形態: CD, LP, デジタル・ダウンロード  |
| 2nd | Mena               | - 発売日: 2010年9月1日 - レーベル: Unión Del Sur - 販売形態: CD, LP, デジタル・ダウンロード   |
| 3rd | Otra Era           | - 発売日: 2014年10月28日 - レーベル: Unión Del Sur - 販売形態: CD, LP, デジタル・ダウンロード |
| 4th | Espejo             | - 発売日: 2018年4月27日 - レーベル: Sony Music - 販売形態: CD, LP, デジタル・ダウンロード     |
| 5th | Nocturna           | - 発売日: 2022年9月30日 - レーベル: MENI - 販売形態: CD, LP, デジタル・ダウンロード           |

#### ミニ・アルバム
| 枚  | タイトル      | アルバム詳細                                                                |
| --- | ------------- | --------------------------------------------------------------------------- |
| 1st | I. Entusiasmo | - 発売日: 2021年8月12日 - レーベル: Meni - 販売形態: デジタル・ダウンロード |

#### コンピレーション・アルバム
| 枚  | タイトル                         | アルバム詳細                                                                         |
| --- | -------------------------------- | ------------------------------------------------------------------------------------ |
| 1st | Primeras composiciones 2000-2003 | - 発売日: 2013年9月20日 - レーベル: Unión Del Sur - 販売形態: デジタル・ダウンロード |

### シングル
1. Esquemas juveniles（2006年）
2. Yo no te pido la luna（2007年）
3. Al siguiente nivel（2007年）
4. Está en tus manos（2008年）
5. Hasta la verdad（2010年）
6. Primera estrella（2011年）
7. No te cuesta nada（2011年）
8. Luz de piedra de luna（2012年）[4][注 1]
9. Un audífono tú, un audífono yo（2013年）
10. Espada（2013年）
11. La Joya（2014年）
12. Otra era（2014年）
13. Dentro de Ti (2017年)
14. Intuición feat. Li Saumet (2018年)

### 参加作品
- Ausencia（2007年）
ビオレータ・パラのカヴァー、トリビュートアルバム「Cantores que reflexionan: sintiendo a Violeta」収録。
- IOA/Por él a vos, por vos a ella（2007年）
ルカス・マルティーのアルバム「Papá」収録。
- Amiga（2008年）
エフェクトス・エスパシアレスのアルバム「Efectos Espaciales」収録
- Date y dame（2008年）
ルカス・マルティーのアルバム「Pon en práctica tu ley」収録。
- Lienza（2010年）
へーペのアルバム「Audiovisión」収録。
- Ya no quieras comprenderlo todo（2011年）
ルカス・マルティーのアルバム「Se puede」収録。
- Necesito cambiar（2013年）
Dapuntobeatのアルバム「I/0」収録。
- Vuelve（2013年）
フリエッタ・ベネガスのアルバム「Los momentos」（DVD付き）収録。

### 作曲提供
- Agüita / ダナ・パオラ（2013年）